# يقمر (جنس)
اليقمر (الاسم العلمي: Galbula)، هو جنس من الطيور فصيلة اليقمريات ضمن رتبة نقاريات الشكل. وهو أكبر أجناس فصيلة اليقمريات.

## أنواع
- اليقمر ذو المنقار الأصفر، Galbula albirostris
- اليقمر ذو الرقبة الزرقاء، Galbula cyanicollis
- اليقمر ذو الذيل الأصهب، Galbula ruficauda
- اليقمر ذو الذيل الأخضر، Galbula galbula
- اليقمر ذو الصدر النحاسي، Galbula pastazae
- اليقمر ذو المقدمة الزرقاء، Galbula cyanescens
- اليقمر ذو الذقن الأبيض، Galbula tombacea
- اليقمر البنفسجي، Galbula chalcothorax
- اليقمر البرونزي، Galbula leucogastra
- يقمر الفردوس، Galbula dea